# Schloss Hellbrunn

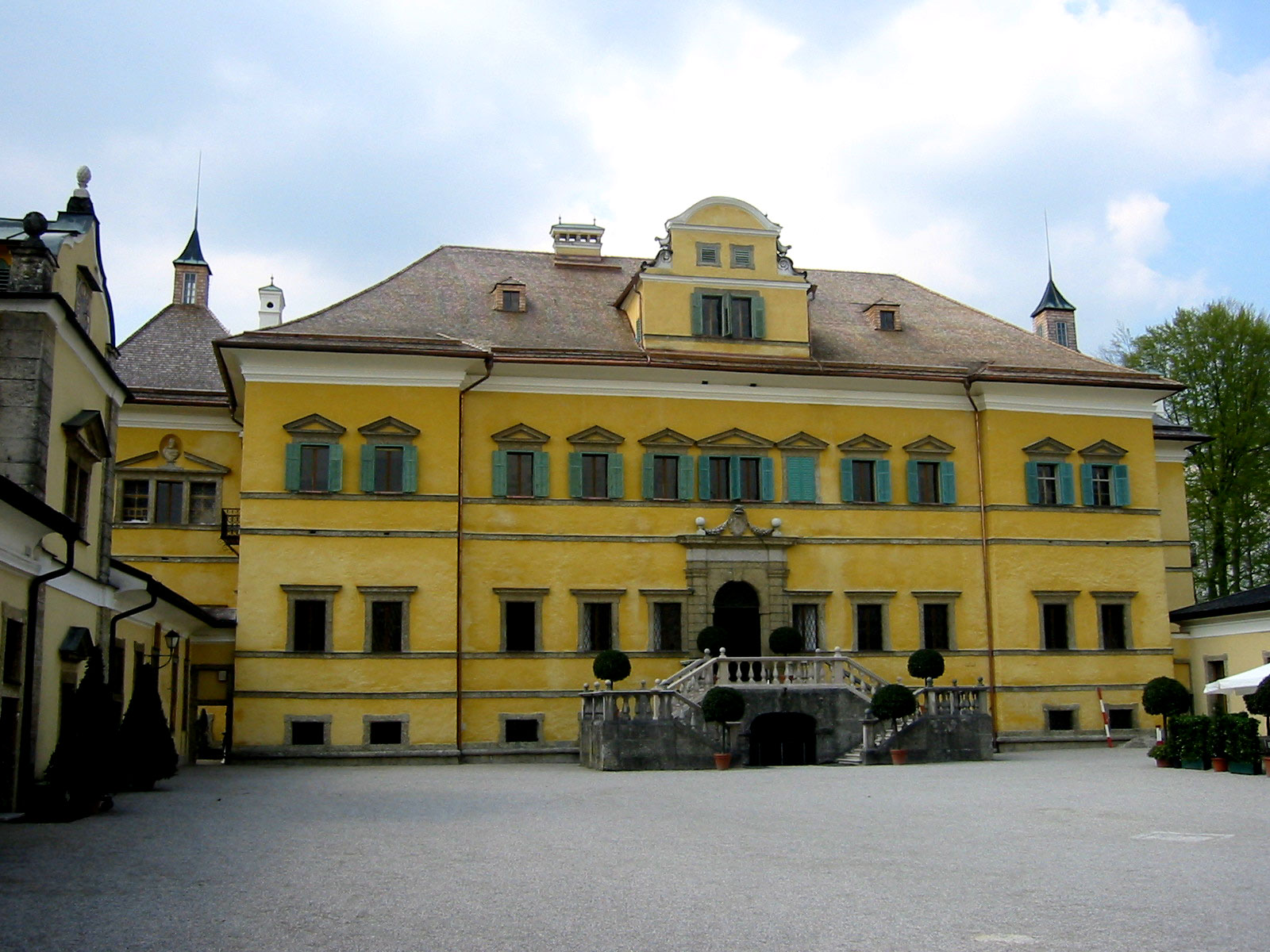
Fachada do Schloss Hellbrunn.

O Schloss Hellbrunn é um palácio maneirista, com famosos jogos de água localizados no mesmo espaço paisagístico, a sul da zona de Morzg na cidade de Salzburgo. Uma parte do histórico parque palaciano é hoje usado pelo Jardim Zoológico de Salzburgo. O Schloss Hellbrunn e os seus espaçosos parques históricos estão a cerca de 25 minutos do centro da cidade através da linha 25 dos autocarros urbanos.
No que pode admirar aqui em colinas encantadoras, prados viçosos e águas brilhantes, foram por Markus Sittikus, Arcebispo de Salzburgo e Príncipe (Landesfürst), negligenciados os dons da natureza, não sem piedosa admiração, com muros envolventes, adornado com teatros; colectou de um pântano todas as diferentes fontes e dedicou-as à amada posteridade 1613.— Inscrição no corpo central da Fonte Altemps
Oh, que Paraíso na Terra! O jardim: um labirinto de água, um jogo de Náiades, um teatro de flores, uma arena da vista panorâmica, capitólio de estátuas, museu das Graças, uma riqueza total da razão em alegre contemplação! Oh doce solidão! Oh misteriosa floresta, apenas digna de um rei! Nestes bosques perco-me, em vez de num labirinto. Não tenho palavras para descrever tudo. Nas águas encontro Veneza representada, mas resumida como Roma nas estruturas artificiais.— Domenico Ghisberti, 1670

## O palácio

Vista panorâmica do Schloss Hellbrunn.

Markus Sittikus von Hohenems foi eleito Príncipe-bispo de Salzburgo em 1612. Entre 1613 e 1615 construíu fora das portas da cidade de Salzburgo, incorporando uma sede nobre tardo-gótica, uma villa suburbana em estilo italiano. O arquitecto foi Santino Solari, que também tinha sido encarregado da edificação da Catedral de Salzburgo. 

Salão de festas do palácio.

O salão de festas tem a totalidadfe das paredes e das abóbadas ricamente pintadas com representações alegóricas (presumivelmente da autoria de Arsenio Mascagni). Destacam-se sobretudo o Octágono, o Quarto do Peixe (Fischzimmer), o Quarto das Aves (Vogelzimmer) e o Quarto de Canto (Eckzimmer). Em redor do pátio fechado estão dispostas dependências simetricamente. O palácio forma, juntamente com a estrada de acesso por leste ao portal oriental e o Caminho dos Príncipes (hoje atravessado pela Alpenstraße), um eixo palaciano muito expressivo na paisagem.

## Os jogos de água

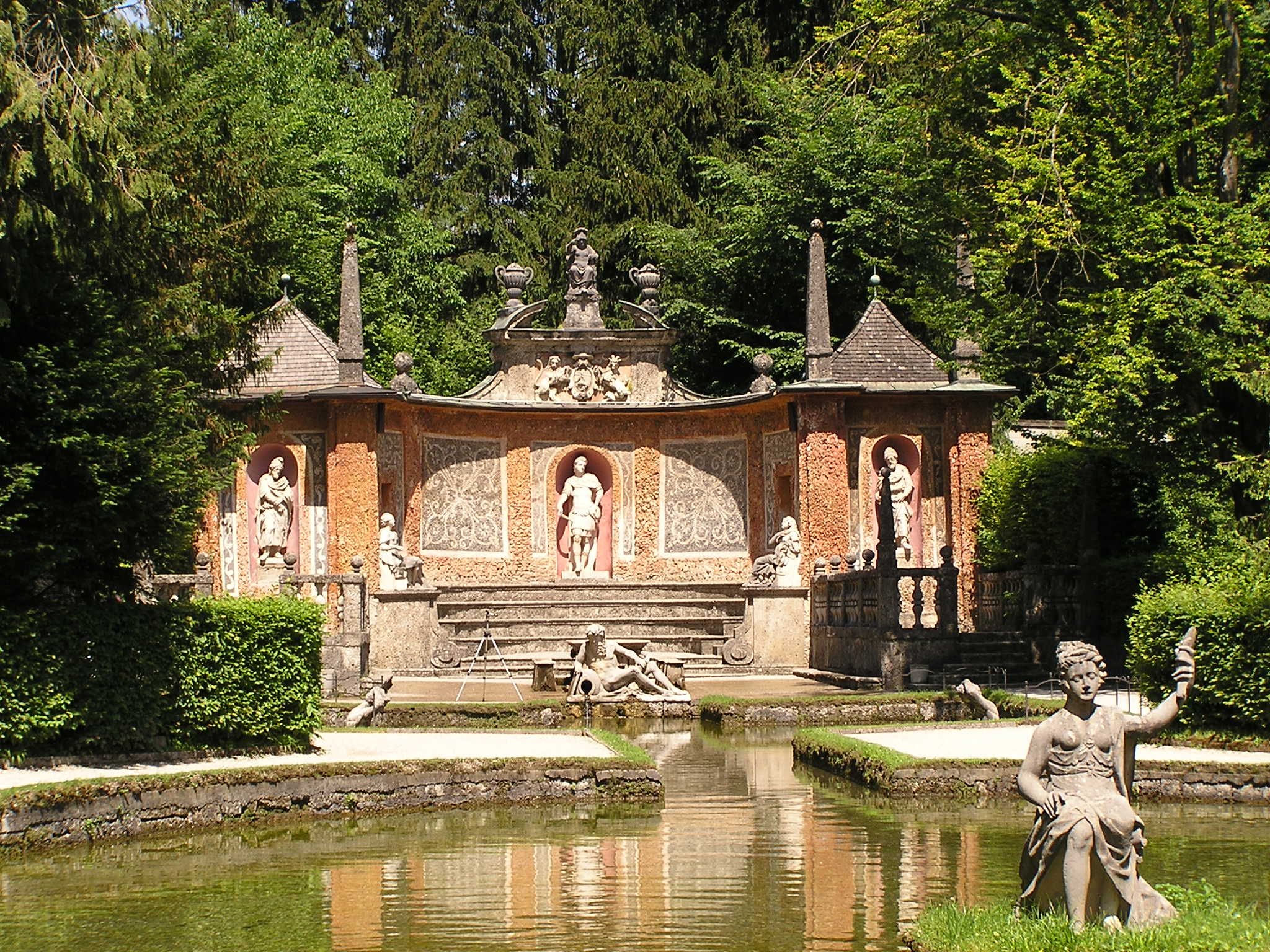
O Teatro Romano

Podem observar-se nos jardins do Schloss Hellbrunn as mais os mais bem preservados jogos de água do datados do renascimento tardio no mundo, com numerosas brincadeiras de água e várias figuras em movimento, assim como diversas grutas decoradas com esculturas: o Theatrum (teatro romano) com mesa dos príncipes e tanque, a Gruta de Orfeu (Orpheusgrotte), a adega (Weinkeller), o Tanque em Estrela (Sternweiher) junto com a Fonte Altembs (Brunnen Altembs) com Perseu, a Gruta de Neptuno (Neptungrotte, Regengrotte), a Gruta dos Espelhos (Spiegelgrotte), a Gruta das Conchas (Muschelgrotte), a Gruta do Canto dos Pássaros (Vogelsanggrotte) e a Gruta das Ruínas (Ruinengrotte - no palácio), a Gruta de Vénus (Venusgrotte), Estátuas de tolos e de javalis, a Gruta do Capricórnio (Steinbockgrotte) e as Fontes da Deusa Diana (Brunnen der Göttin Diana), de Midas - e a Gruta da Coroa (Kronengrotte) e a Fonte de Neptuno (Neptunbrunnen). 
Entre 1749 e 1752, sob o Arcebispo Andreas Jakob von Dietrichstein, foi adicionado o engenhoso Teatro Mecânico (Mechanische Theater) aos antigos jogos de água.

## O maneirista jardim ornamental

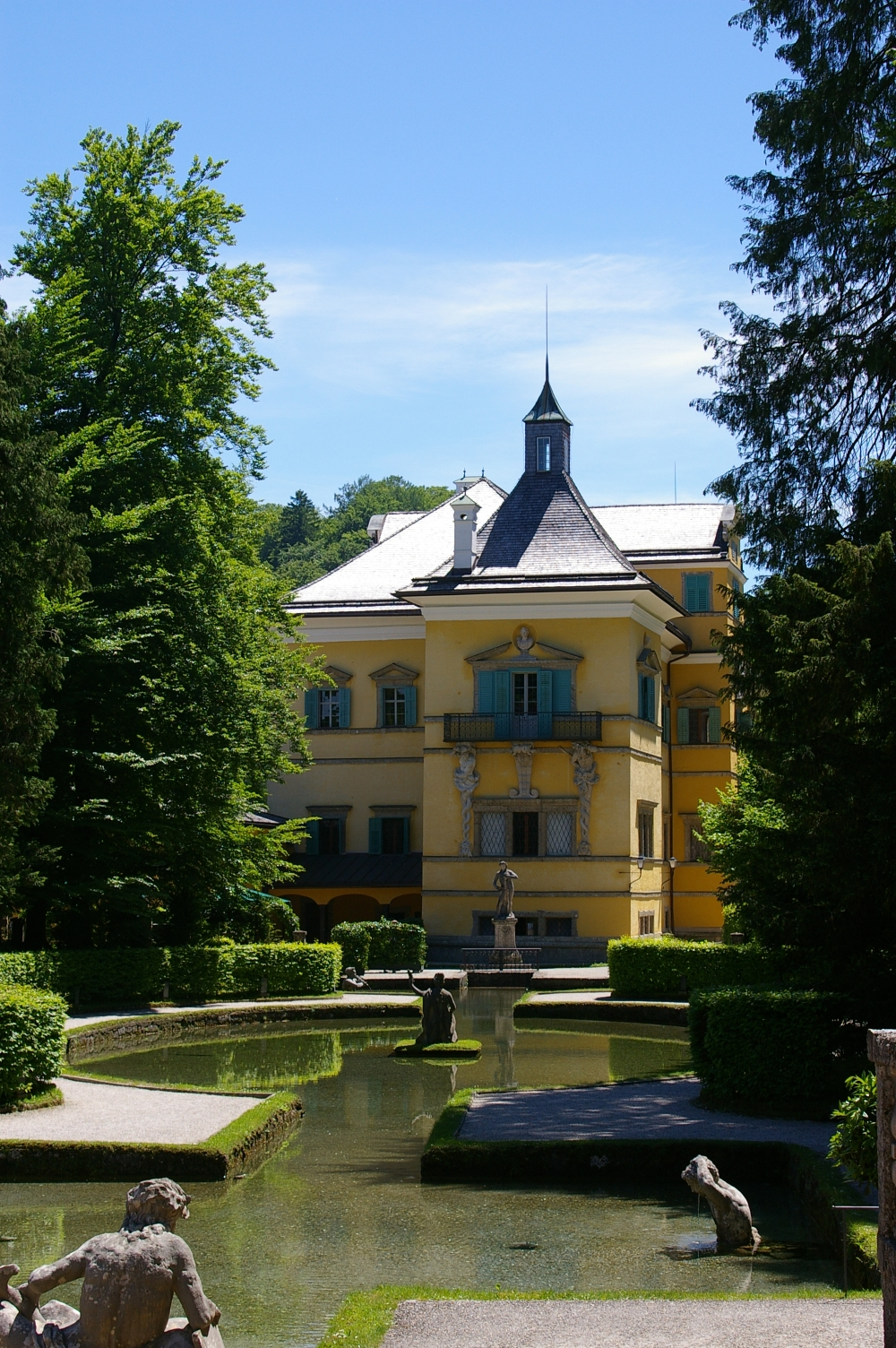
O palácio visto do Teatro Romano.

Os vastos jardins ornamentais do Parterre de Água (Wasserparterre) têm livre acesso. Este jardim ornamental forma, com a alameda de abetos, um eixo paisagístico orientado para o Schloss Goldenstein. É constituído por uma lagoa principal de forma geométrica com uma ilha central, sendo o ponto focal do parque, desde a sua origem, uma montanha morango (Erdbeerberg). Em ambos os lados dessa lagoa foram projectados simetricamente outros dois tanques de água. Várias estátuas, ornamentos de buxo e ornamente e alamedas com árvores arquitectonicamente aparadas enriquecem o geométrico jardim de recreio.

## O Jardim de Caça e a Montanha de Hellbrunn
Encontra-se aqui até hoje:
- Os grandes prados a leste da montanha, que até 1800 faziam parte dos domínios de caça dos Príncipes-bispos;
- o relvado e o parqie infantil;
- a Montanha de Hellbrunn (Hellbrunnerberg)

Na Montanha de Hellbrunn encontram-se os seguintes edifícios: o Monatsschlössl e o Steintheater (Teatro de Pedra). O Monatsschlössl (originalmente conhecido como Waldems-Schlösschen) é um pavilhão de caça construído em 1615 que olha da Montanha de Hellbrunn para o centro dos jardins ornamentais. Neste pequeno palácio encontra-se actualmente o Museu Etnográfico de Salzburgo (Volkskundemuseum Salzburg). Único é o Teatro de Pedra, totalmente esculpido no romântico conglomerado de rocha na Montanha de Hellbrunn. Provavelmente, ocorreu aqui em 1617 a primeira representação de uma ópera na Europa Central, mais concretamente L'Orfeo de Claudio Monteverdi.

## O Parque Sagrado
Como contraponto ao sumptuoso jardim de recreio dos príncipes (criado no extremo norte do parque), o arcebispo construíu no extremo sul do parque palaciano, no espírito da Ordem dos Capuchinhos de São Francisco e do seu tio, Carlos Borromeu, um sagrado jardim-deserto, acima do Alterbach, na forma de um calvário, que inclui várias esculturas de ermitas (admirando reverentemente a capela do calvário) e uma "verdadeira" ermida. O deserto, ao contrário do luxuoso-feudal jardim de recreio, deveria simbolizar a criação natural divina. Além disso, a oração não deveria ser perturbado pelo esplendor mundano. Destes monumentos sagrados só subsistem actualmente algumas fundações. No entanto, foi preservado o muito natural e não tratado jardim-deserto no Anifer Alterbach como uma parte independente do histórico parque do palácio.

## O jardim paisagístico em redor de Hellbrunn
Outra característica única é o bem preservado jardim paisagístico circundante: a Alameda de Hellbrunn (Hellbrunner Allee), a mais antiga alameda da Europa Central (e possivelmente do mundo), mandada criar por Markus Sittikus em 1614/1615, ao espírito do renascimento tardio, no eixo do fosso do Schloss Freisaal, estende-se na paisagem muito para além dos jardins principescos e manifesta a absoluta reivindicação de poder por parte do jovem príncipe.
A antiga alameda de tílias (chamada de Fürstenweg - Caminho dos Príncipes) para Salzach – também muito estendida na paisagem – marca o eixo dos edifícios do palácio e do tanque em estrela.
O eiso do jardim começa numa estátua de Diana e estende-se pelo jardim ornamental, pelo jardim de caça e, para além dele, pela várzea de Salzach até ao Schloss Goldenstein, para lá do Rio Salzach.

## A moeda do Schloss Hellbrunn
O palácio é tão popular e famoso que foi tema duma moeda de colecção: a austríaca moeda de 10 euros do Schloss Hellbrunn, cunhada no dia 21 de Abril de 2004. O reverso representa o acesso principal ao palácio a partir do seu pátio. Ao fundo estão montanhas de Salzburgo no bordo norte da cadeia alpina.
- Vídeo com os jogos de água do Schloss Hellbrunn

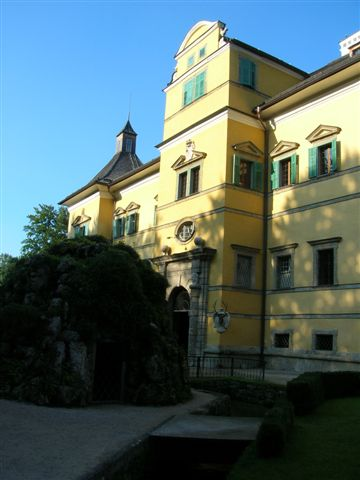
Vista traseira do palácio
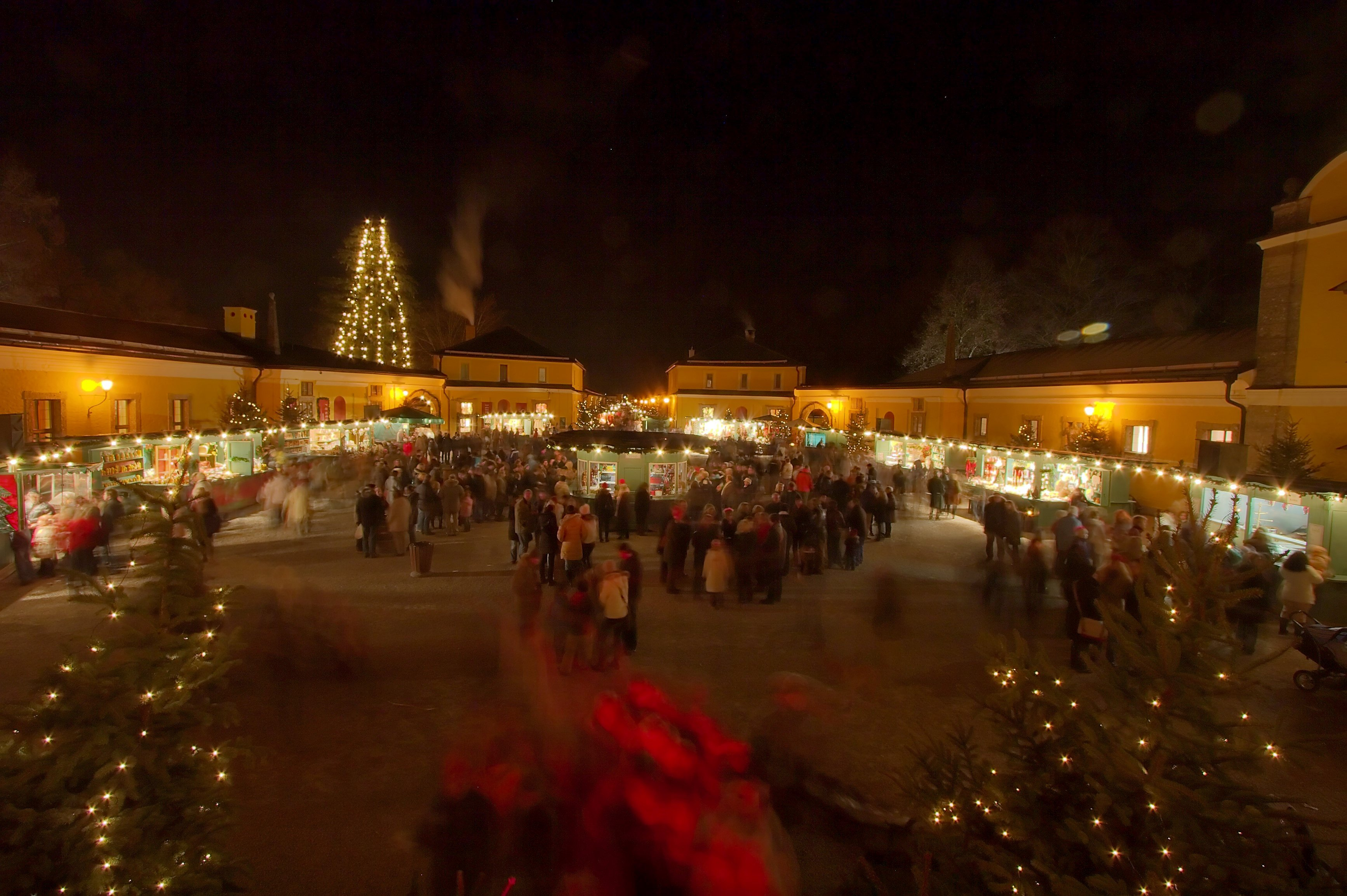
Mercado do advento no Schloss Hellbrunn
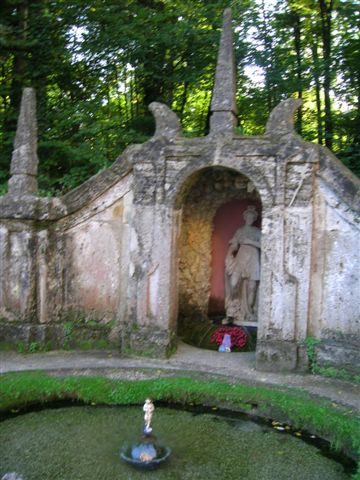
A pequena Gruta de Vénus
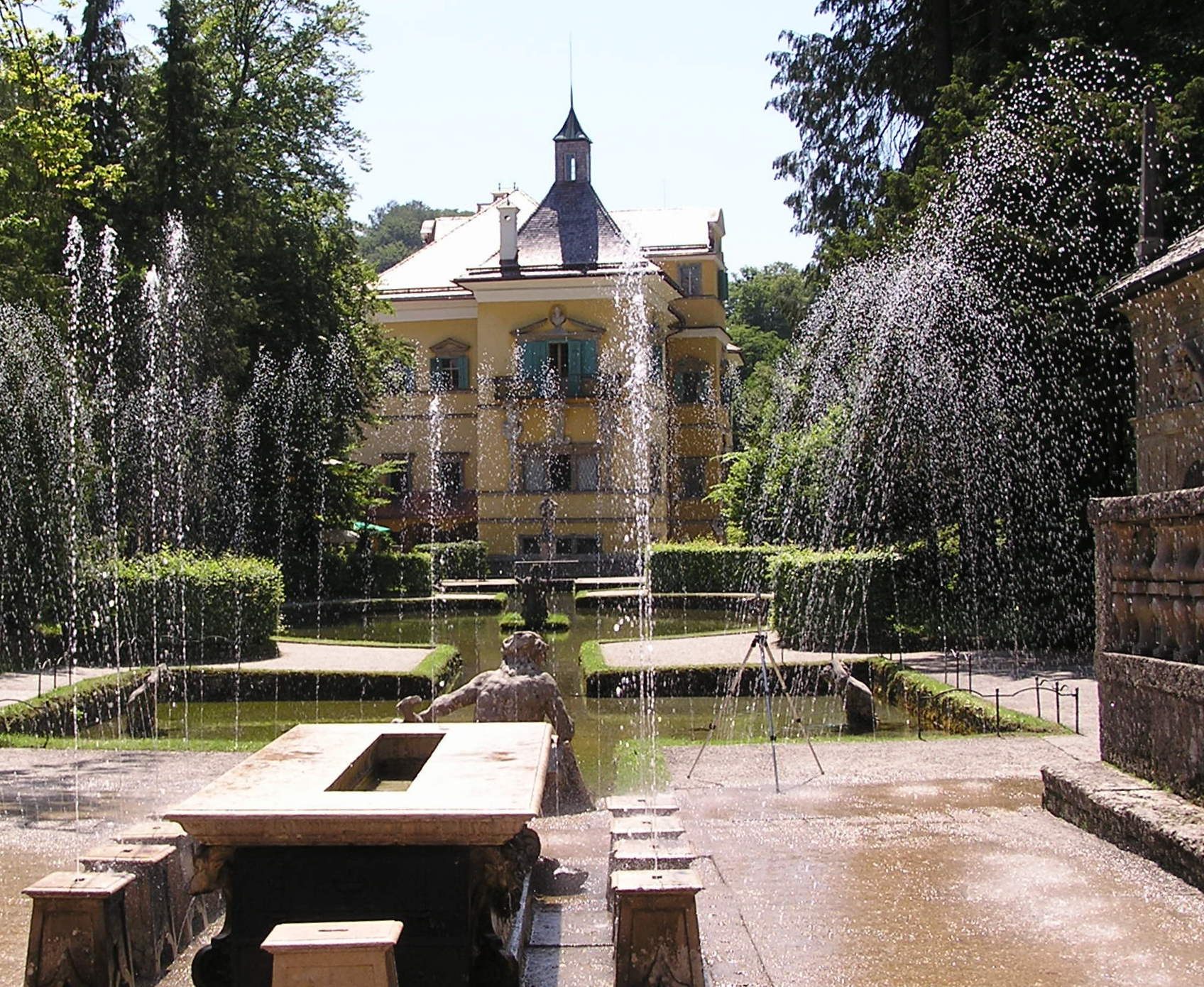
Jogos de água escondem uma mesa de jantar